# Пшибыльский, Зигмунт
Зигмунт Пшибыльский (2 мая 1856, Краков — 13 февраля 1909, Варшава) — польский драматург и писатель о театре, работавший в австро-венгерских и российских польских землях.
Окончил философский факультет Ягеллонского университета и с молодости писал театральные рецензии для прессы. В 1884 году переехал в Варшаву, где начал сотрудничать с газетами «Słowo» и «Wiek», обозревал в них театральные новинки; к этому времени уже самостоятельно писал пьесы. В 1894—1896 годах был директором Львовского (Лембергского) театра в Австро-Венгрии, в 1896—1904 годах, вернувшись в Россию, — Садового театра в Варшаве.
Из комедий Пшибыльского, почти не сходивших с польскоязычной театральной сцены в обеих странах, обычно одноактовых и, согласно оценке ЭСБЕ, «забавных и неглубоких», наиболее известны: «Gałązka jaśminu» (1879), «Skradziona ksiąźka», «Panna», «Ptaki niebieskie», «Paňstwo Wackowie», «Wicek i Wacek», «Bzy kwitną», «Zjazd koležeński», «Historya jakich wiele», «Wejście w świat», «Złote góry», «Protekcya dam», «Naprzekór». Последние комедии Пшибыльского признавались тогдашней критикой более шаблонными («Dług honorowy», 1903; «Wojna domowa», 1904). Для истории польской сцены имеет значение книга Пшибыльского «Z rozwoju teatru polskiego» (1894).